# Mitsuko Tōmon
Mitsuko Tōmon (東門美津子, Tōmon Mitsuko), née le 16 novembre 1942 à Katsuren, est une femme politique et activiste japonaise, représentant la préfecture d'Okinawa à la Chambre des représentants du Japon pour le Parti social-démocrate japonais, devenant ainsi la première femme à représenter la préfecture à la Diète du Japon. Pionnière de la politique locale, elle devient ensuite maire d'Okinawa, devenant là aussi première femme à occuper ce poste.

## Jeunesse, études et carrière pré-électorale
Tōmon naît le 16 novembre 1942 à Katsuren, dans la préfecture d'Okinawa. Elle effectue ses études supérieures à l'université des Ryūkyū, avant de poursuivre son cursus universitaire à l'université de l'Ohio, aux États-Unis. Une fois de retour au Japon, Tōmon devient professeur de japonais sur la base du camp Foster au lycée de Kubasaki, une école pour les familles de militaires sur la base militaire américaine d'Okinawa. Elle occupe ce poste pendant plus de 20 ans.  
En 1991, Tōmon devient directrice executive de la fondation du Japon, une organisation préfectorale ayant pour but de faciliter les échanges entre Okinawa et l'international,. Elle obtient ce poste sur les recommandations de Masahide Ōta, son mentor universitaire et actuel gouverneur de la préfecture d'Okinawa. 

## Carrière électorale
Tōmon débute en politique en 1994, où elle devient vice-gouverneure de la préfecture d'Okinawa de 1994 à 1998, sous Masahide Ōta,, malgré une absence d'expérience administrative et politique. En 2000, Tōmon se présente aux élections législatives japonaises de la même année dans la troisième circonscription de la préfecture d'Okinawa, sous l'investiture du parti social-démocrate. Elle est élue à la suite de ce scrutin, et fait son entrée à la Diète du Japon. Elle devient par la même occasion la première femme à représenter la préfecture d'Okinawa à la Chambre des représentants,. Elle est candidate à sa succession lors des élections législatives japonaises de 2003, mais perd son siège uninominal. Elle conserve néanmoins son siège grâce à la représentation proportionnelle.
En 2006, elle se présente en tant qu'indépendante avec le soutien de plusieurs partis japonais dont le PSD, le parti démocrate du Japon et le parti communiste japonais pour briguer la mairie de la ville d'Okinawa, ville qui comprend la base américaine de Kadena. Elle remporte également ce scrutin, devenant la première femme maire de la ville, ainsi que la première femme à devenir maire dans la préfecture,. Tōmon est candidate à sa succession en avril 2010, et conserve son poste. Elle annonce par la suite en 2013 ne pas être candidate à sa réélection, en raison de sa réticence à exercer plusieurs mandats consécutifs, se justifie également en indiquant qu'elle a accompli toutes ses promesses de campagne.

## Prises de position
Tōmon est fortement opposée au déménagement de la base américaine de Futenma, comme une majorité de la population de sa circonscription, et en fait un de ses combats principaux lors de ses différents mandats,.
Elle se déclare également très sensibles aux discriminations faites aux femmes, et en fait un de ses combats politiques majeurs.